# Système de sécurité sociale (Philippines)
 (juillet 2025).

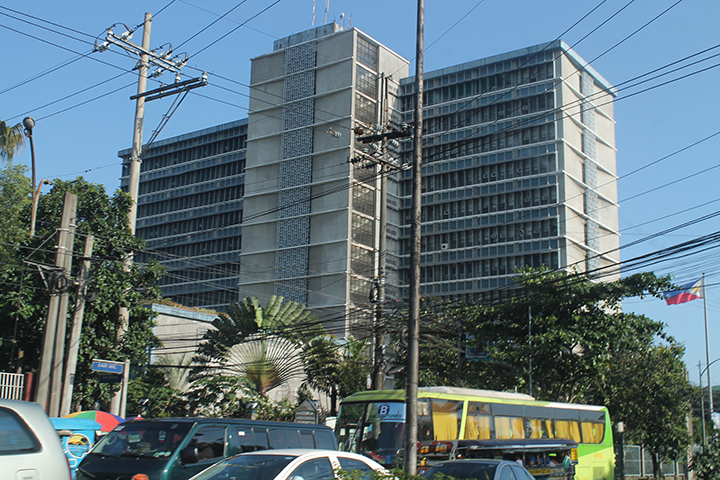
Bâtiment du système de sécurité sociale des Philippines à Quezon City.

Le système de sécurité sociale des Philippines (en tagalog : Paseguruhan ng Kapanatagang Panlipunan) est la sécurité sociale des travailleurs des Philippines, instauré en 1957. Il s'agit d'un organisme gouvernemental appartenant au Département de la Finance qui fournit une retraite et des prestations de santé à tous les employés travaillant aux Philippines. Elle peut également fournir des prêts en cas de calamité (inondations, tremblements de terre ou catastrophes naturelles), dépendant du salaire mensuel de l'employé. Les employés du gouvernement national philippin ne cotisent pas à la sécurité sociale mais ont leur propre système, le système d'assurance de service du gouvernement (GSIS).

## Présidents
| Début        | Fin           | Nom                           |
| ------------ | ------------- | ----------------------------- |
| 1955         | 1956          | Manuel O. Hizon               |
| 1956         | 1957          | Eleuterio L. Adevoso          |
| 1957         | 1958          | Rodolfo P. Andal              |
| 1958         | 1959          | Emeterio C. Roa, Sr.          |
| 1959         | 1962          | Ramon G. Gaviola, Jr.         |
| 1962         | 1963          | Rene Espina                   |
| 1963         | 1965          | Bernardino R. Abes            |
| Juin 1965    | Décembre 1965 | Jovino S. Lorenzo             |
| 1966         | 1986          | Gilberto O. Teodoro           |
| 1986         | 1990          | Jose L. Cuisia, Jr.           |
| 1990         | 1998          | Renato C. Valencia            |
| 1998         | 2001          | Carlos A. Arellano            |
| Janvier 2001 | Juillet 2001  | Vitaliano N. Nañagas          |
| 2001         | 2008          | Corazon S. De la Paz-Bernardo |
| 2008         | kasalukuyan   | Romulo S. Neri                |